# 木津川橋 (国道172号)
木津川橋（きづがわばし）は、大阪市の木津川に架かる国道172号線（本町通）の橋。
大阪市西区川口1丁目～西区江之子島2丁目間に架かる。すぐ北（上流）に昭和橋（土佐堀通）が架かっている。

## 歴史・概要
最初の木津川橋は1868年（慶応4年）、大阪港の開港に伴い開設された運上所（税関）や外国人居留地のある川口地区と対岸の江之子島地区を結ぶ木製の橋として架けられた。
1876年（明治9年）には橋脚など部分的に鉄製となり、日本初の歩車分離橋となったが1885年（明治18年）の洪水で流失、1888年（明治21年）には輸入鉄材を使用した鉄橋として復旧した。その後1913年（大正2年）には大阪市電の開通に伴い3径間アーチ橋に架け替えられた。1953年（昭和28年）5月18日に国道172号線の一部となる。
現在の橋は1966年（昭和41年）に高潮対策事業の一環として架け替えられた。